# Syl Johnson
Syl Johnson, ursprungligen Sylvester Thompson, född 1 juli 1936 i Holly Springs, Mississippi, död 6 februari 2022 i Mableton, Georgia, var en amerikansk soul- och bluessångare samt musikproducent.

## Diskografi i urval

### Studioalbum
- 1968 – Dresses Too Short
- 1970 – Is It Because I'm Black?
- 1973 – Back for a Taste of Your Love
- 1974 – Diamond in the Rough
- 1975 – Total Explosion
- 1979 – Uptown Shakedown
- 1982 – Ms. Fine Brown Frame
- 1994 – Back in the Game
- 1995 – Music to My Ears
- 1995 – This Time Together by Father and Daughter
- 1995 – Bridge to a Legacy
- 1999 – Talkin' About Chicago
- 2000 – Hands of Time
- 2002 – Two Johnsons Are Better Than One
- 2003 – Straight Up
- 2013 – Syl Johnson with Melody Whittle, Featuring Syleena Johnson
- 2017 – My Funky Funky Band